# Tamerlán
Tamerlán (též Timur, nebo Tímur Lenk – timur (تيمور) pochází z jeho rodného jazyka čagatajštiny a znamená Železo a lenk pochází z perského lang (لنگ) znamenajícího Chromý nebo Kulhavý; 8. dubna 1336, Šachrizabz – 18. února 1405, Šymkent) byl turkický vojevůdce a krutý dobyvatel, který ve 14. století vytvořil obrovskou Tímúrovskou říši rozkládající se především na území dnešního Íránu, Turkmenistánu, Uzbekistánu a Afghánistánu s hlavním městem Samarkand. Přestože již vyznával islám, snažil se obnovit bývalou slávu Mongolské říše. Byl také zakladatelem dynastie Tímúrovců. Navzdory tomu, že se jeho obrovská říše po jeho smrti rozpadla, dynastie dále pokračovala a jeden z jeho potomků, Babur, se stal zakladatelem Mughalské říše v jižní Asii.

## Životopis
Narodil se ve městě Kesh (dnešní Šachrizabz v Uzbekistánu) kolem 8. dubna 1336, zemřel 18. února 1405 ve městě Otrar. Datum a místo narození jsou však pravděpodobně jen legendou. S jistotou lze říci, že se narodil mezi roky 1320–1330 a s největší pravděpodobností v okolí Samarkandu. Jeho jméno lze přeložit jako Železný Chromec, což odkazuje na skutečnost, že výrazně napadal na levou nohu. Uvádí se, že byl částečně ochrnutý na levou polovinu těla, snad v důsledku dětské obrny. Podle jiných údajů měl levou nohu následkem zranění výrazně kratší než pravou a nefunkční kolenní kloub. Proto nebyl schopen ohnout levou nohu v koleni a silně kulhal.
Timur pocházel z poměrně chudých poměrů, nicméně se během velice krátké doby dokázal prosadit mezi politickými a vojenskými špičkami ve středoasijské čagatajské říši, v níž vládli potomci Čingischánova syna Čagataje. V roce 1369 Tamerlán svrhnul čagatajského chána a stal se regentem jeho nezletilého syna, čímž fakticky ovládl celou říši. Zároveň se prohlásil za Čingischánova potomka a pokračovatele, přestože nepocházel z rodu Bordžiginů. Jeho sídelním městem a střediskem nově budované říše se stal Samarkand v dnešním Uzbekistánu.
Ihned po nástupu k moci zahájil Tamerlán svou vojenskou expanzi do okolních oblastí. V porovnání s jeho předchůdci – mongolskými dobyvateli, především Čingischánem, měly Tamerlánovy vojenské výpravy odlišnou povahu. Byly vedeny jako vyhlazovací a genocidní. Tamerlán záměrně nechával civilní obyvatelstvo i vojáky vyvraždit, města vydrancovat a vypálit, dobytá území zpustošit. Nezávislí odborníci odhadují, že jeho vojenské kampaně způsobily smrt 17 milionů lidí, to jest přibližně 5 % celé tehdejší světové populace. Historik islámské Asie John Joseph Saunders shrnul, že „až do příchodu Hitlera byl Tamerlán nejhorším příkladem vojenské diktatury v dějinách.“ Svou obrovskou kořist postupně shromažďoval v Samarkandu.
Západním a severozápadním směrem jeho expanze zasahovala na mongolská území při Uralu, Volze a Kaspickém moři. Při tažení jižním směrem si podmanil četná území v Persii a Mezopotámii. V letech 1392–1394 potlačil povstání proti své vládě v Persii, při němž se odehrály nejhorší excesy jeho vlády. Roku 1395 v bitvě na řece Těrek se svými vojsky přemohl svého rivala, mongolského vládce Zlaté hordy chána Tochtamiše, se kterým předtím vedl dlouholetou válku. Následně vyplenil centrální oblasti Zlaté hordy při ústí Volhy do Kaspického moře. Tochtamiš posléze musel uprchnout na Litvu, kde poté dožil v exilu.

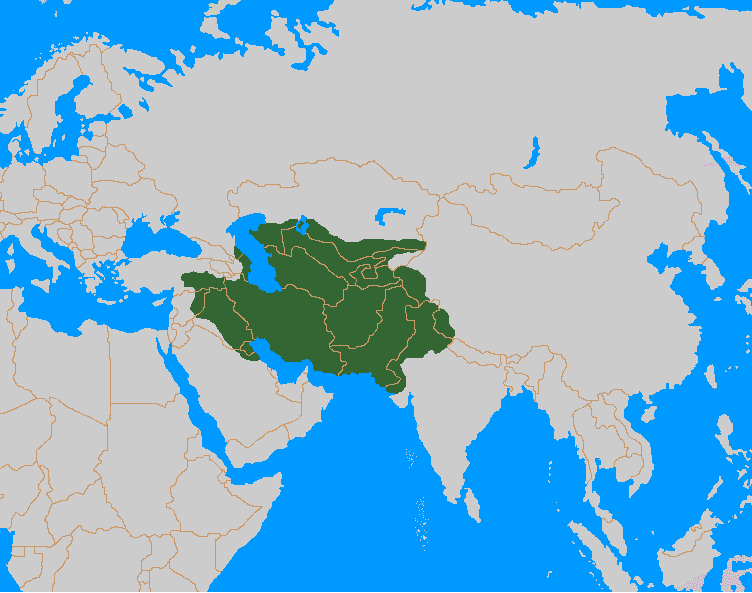
Tamerlánova říše (1365–1405)

V roce 1398 ve svém pokročilém věku zahájil invazi do Indie. Rozdrtil muslimský stát s centrem v Dillí, město nechal vypálit a obyvatele zmasakrovat. Příští rok se však z Indie stáhl.
Roku 1400 zaměřil svou dobyvatelskou pozornost na Sýrii. Porazil mamlúky (původem egyptské bojovníky) a obsazením Aleppa a Damašku se celé Sýrie zmocnil. V roce 1401 vypuklo proti Tamerlánovi další povstání v Bagdádu, které nechal opět za pomocí masakrů potlačit.
V roce 1402 vtrhl do Anatolie a zaútočil na Osmanskou říši. U Ankary porazil vojska sultána Bayezida I. a uvěznil ho. Poté ovládl rozhodující část osmanských držav v Malé Asii. Obsadil i Smyrnu (Izmir), náležející Johanitům. Likvidací maloasijské části Osmanské říše Tamerlán dočasně zastavil tureckou expanzi do Evropy a přibližně na půlstoletí odvrátil úplné zničení Byzantské říše. Od byzantského císaře Jana VII. si však za „ochranu“ nechal platit výpalné.
V roce 1405 Tamerlán zemřel v čele svých vojsk při dalším dobyvačném tažení, tentokráte proti mingské Číně. Tento svůj záměr už nedokončil. Za jeho syna a nástupce Šáhrucha se struktura říše rozvolnila a říše Timúrovců se definitivně rozpadla po smrti Tamerlánova vnuka Abú Sa´ída roku 1469.
Tamerlán na svých taženích hojně využíval teroru, zejména v případě povstání proti své nadvládě. Z hlav padlých nepřátel nebo popravených zajatců dával stavět pyramidy, či věže spojené maltou, které měly zastrašit jakýkoliv projev odporu. Ve svém vojsku udržoval podobně krutými prostředky tuhou kázeň. Měl prý i poněkud zvrácený smysl pro humor. Jinak žil velmi střídmě a udržoval tradice kočovnického života. Tamerlán do velké míry podléhal perské kultuře a za jeho života došlo k vytvoření syntézy perské a turecké kultury. Sám se zajímal o historickou literaturu a jako silně věřící muslim i o teologickou problematiku islámu. V ní zastával ortodoxní stanoviska. Během vlády nechal ve své obrovské říši stavět nové zavlažovací systémy, zakládal v Turkestánu zemědělské osady, podporoval obchod a z města Samarkand udělal významné mezinárodní obchodní centrum. Byl také mecenášem umění, zvláště architektury a uměleckých řemesel, jejichž centrem se stal právě Samarkand, který byl v době jeho vlády hlavním městem kultury a obchodu celého regionu Střední Asie.
Díky svým válečným výpravám nashromáždil velké jmění, které z velké části investoval do rozvoje měst v oblasti, odkud pocházel. Z dobytých území zejména do Samarkandu nepřivážel jen válečnou kořist, ale i umělce, architekty, vědce a další významné osobnosti, které přiměl nebo donutil ke spolupráci. Tamerlán udržoval čilé diplomatické styky se západním světem, konkrétně např. s tehdejším španělským králem Jindřichem III. Kastilským.
Zajímavostí je, že ačkoliv šlo o jednoho z nejmocnějších mužů své doby, kvůli svému neurozenému původu si nikdy nepřivlastnil královský titul. Zřejmě se obával diplomatických důsledků takového kroku. Ve své domovině je tak znám jako Amir Timur – vojevůdce Timur, a nikdy není označován jako chán (král).
Přispěl i k rozvoji vojenské teorie a svou vládou ovlivnil geopolitickou situaci na generace dopředu. V dnešním Uzbekistánu je pro své zásluhy uznáván jako jeden z nejvýznamnějších panovníků oblasti. V hlavním městě Taškentu se nachází Tamerlánovo muzeum.

## Ohlas v kultuře
Postava Tamerlána coby mocného vládce se objevuje v některých humorně-poučných příbězích o Nasreddinu Hodžovi. Tato folklórní postava má odvahu dobyvateli čelit svým ostrovtipem, čímž si získává jeho respekt.
Tamerlán se stal též námětem uměleckých děl. Roku 1587 napsal anglický dramatik Christopher Marlowe divadelní hru Tamerlán Veliký (Tamburlaine the Great). Tamerlán je zde zobrazen jako sebevědomý dobyvatel poražený jen smrtí, který si chce podrobit celý svět a nakonec bojovat i s nebeskými mocnostmi. Patrně nejznámější umělecké zpracování tamerlánovského tématu má na svém kontě hudební skladatel Georg Friedrich Händel, který roku 1724 vyslal do světa operu Tamerlano. Autorem libreta byl Nicola Francesco Haym. Šlo o součást jevu zvaného kulturními historiky „turquerie“, tedy módy zabývat se v evropském umění turkickými tématy, kterou lze vysledovat od 16. do 18. století. Součástí stejného kulturního jevu byla i opera Il Bajazet Antonia Vivaldiho z roku 1735 a opera Tamerlán českého barokního hudebního skladatele Josefa Myslivečka z roku 1771. Jako vedlejší postava se Temerlán (i v českých inscenacích zde zván Timur) objevuje i ve známé opeře Turandot Giacoma Pucciniho, která měla premiéru v roce 1926.

## Exhumacea údajné prokletí
Tamerlánovo tělo bylo exhumováno z jeho hrobky 19. června 1941 a jeho ostatky prozkoumány sovětskými antropology Michailem Gerasimovem, Lvem Ošaninem a V. Zezenkovou. Gerasimov pak zrekonstruoval podobu Tamerlána z jeho lebky a zjistil, že Tamerlán měl typické "mongoloidní" znaky, v moderní řeči podobu východního Asiata. Studie jeho lebky prokázala, že patřil především do jihosibiřského mongoloidního typu. Měl výšku 173 centimetrů, což znamenalo, že byl na jeho dobu nadprůměrně vysoký. Výzkum také prokázal, že Tamerlán byl chromý a měl kvůli zranění nehybnou pravou paži. Jeho stehenní kost byla srostlá s jeho čéškou a rozložení jeho kolenního kloubu naznačuje, že vždy měl tuto nohu ohnutou a během chůze výrazně kulhal. Podle výzkumu měl široký hrudník, jeho vlasy a vousy byly rezavé. Na hrobce byl prý nápis: „Když já vstanu z mrtvých, tak se svět otřese.“ Údajně, když Gerasimov exhumoval tělo, tak objevil další nápis uvnitř rakve: „Kdokoliv otevře moji hrobku, vypustí nájezdníka horšího, než jsem já.“ I když lidé blízcí Gerasimovovi tvrdili, že tento příběh je smyšlený, legenda zůstává živá. V každém případě tři dny poté, co Gerasimov začal s exhumací, Třetí říše v čele s Adolfem Hitlerem zaútočila na Sovětský svaz. Tamerlán byl znovu pohřben podle Islámské tradice v listopadu 1942, jen krátce předtím, než Sovětský svaz zvítězil v bitvě u Stalingradu.